# Mothon sarmaticus
Mothon sarmaticus is een keversoort uit de familie bladsprietkevers (Scarabaeidae). De wetenschappelijke naam van de soort is voor het eerst geldig gepubliceerd in 1927 door Semenov & Medvedev.